# اتفاقية صيد الأسماك في المحيط الهندي الجنوبي
اتفاقية مصايد أسماك جنوب المحيط الهندي ،صوفيا هي اتفاقية دولية لمصايد الأسماك بين عدة دول وُقِّعت في روما في 7 يوليو 2006 ودخلت حيز التنفيذ في 21 يونيو 2012. الغرض من الاتفاقية هو ضمان وتعزيز الحفظ طويل الأجل والاستخدام المستدام للموارد السمكية في المنطقة من خلال التعاون بين الدول الأعضاء.

## منطقة المعاهدة
تغطي منطقة الاتفاقية أعالي البحار بين شرق أفريقيا وأستراليا الغربية. تقع منطقة صوفيا مجاورة لمنطقة اتفاقية لجنة حفظ الموارد البحرية الحية في أنتاركتيكا في الجنوب، ومنطقة اتفاقية منظمة إدارة مصايد الأسماك في جنوب المحيط الهادئ، في الشرق ومنطقة منظمة مصايد الأسماك في جنوب شرق المحيط الأطلسي في الغرب.
تغطي الموارد السمكية بما في ذلك الأسماك والرخويات والقشريات والأنواع القاعية الأخرى داخل المنطقة، باستثناء الأنواع المهاجرة للغاية والأنواع القاعية الخاضعة لاختصاص الصيد للدول الساحلية. تدير أيضًا مصايد أسماك قيمة، بما في ذلك سمك الهوبلوسيت سمك الأعماق البرتقالي والألفونسينو وسمك التوص القرموط الجليدي.

## الدول الموقعة
اعتبارًا من ديسمبر 2024، صادقت على المعاهدة 13 دولة.
بالإضافة إلى ذلك، وقعت 4 دول على المعاهدة ولكنها لم تصادق عليها.
| الأطراف المتعاقدة                          | الأطراف غير المتعاقدة المتعاونة | الكيان السمكي المشارك                  | وقعت ولم تصادق بعد    |
| ------------------------------------------ | ------------------------------- | -------------------------------------- | --------------------- |
| أستراليا (أستراليا)                        | جزر القمر (جزر القمر)           | جمهورية الصين (تايوان/ تايبيه الصينية) | كينيا (كينيا)         |
| الصين (الصين)                              | الهند (الهند)                   |                                        | مدغشقر (مدغشقر)       |
| جزر كوك (جزر كوك)                          |                                 |                                        | موزمبيق (موزمبيق)     |
| الاتحاد الأوروبي (الاتحاد الأوروبي)        |                                 |                                        | نيوزيلندا (نيوزيلندا) |
| فرنسا (فرنسا) (لأقاليمها في المحيط الهندي) |                                 |                                        |                       |
| اليابان (اليابان)                          |                                 |                                        |                       |
| كوريا الجنوبية (كوريا الجنوبية)            |                                 |                                        |                       |
| موريشيوس (موريشيوس)                        |                                 |                                        |                       |
| سيشل (سيشل)                                |                                 |                                        |                       |
| تايلاند (تايلاند)                          |                                 |                                        |                       |

## الأمانة العامة
تقع الأمانة العامة على الجزيرة الفرنسية ريونيون، تحديدًا في مدينة لو بورت سابقًا في سانت دينيس. الأمين التنفيذي الحالي هو تيري كلو .

## روابط خارجية
- الموقع الرسمي لـ SIOFA (بالإنجليزية)
- ملخص SIOFA على موقع منظمة الأغذية والزراعة (الفاو) (بالإنجليزية)